# 凍牌
『裏レート麻雀闘牌録 凍牌』（うらレートマージャンとうはいろく とうはい）は、志名坂高次による日本の漫画作品。『ヤングチャンピオン』（秋田書店）において2006年No.14から2011年No.9まで連載された。その後、『麻雀死闘黙死譚 凍牌 〜人柱篇〜』（マージャンしとうもくしたん とうはい ひとばしらへん）と改題して2011年No.11から2017年No.12まで連載され、最終章となる『麻雀死闘黙死譚 凍牌 〜ミナゴロシ篇〜』が2017年No.20から2021年No.13まで連載された。その後、主人公を変更した続編『凍牌 コールドガール』が2021年No.20から連載中。
昼は学生・夜は麻雀打ちという二重の生活をしている高校生の少年が、若年ながらも高レートの雀荘で大人たち相手に連勝していき、また、ヤクザの代打ちとしても活躍していく少年雀士の物語。対局中での描写は常にシリアスな展開で物語が進む。物語の序盤では1話完結方式で進んでいたが、早い段階でストーリー形式になった。
ストーリーを重視のため、その時々によって主人公の雀力に差があるが、それによって一般に広く普及することに成功している。
『近代麻雀オリジナル』（竹書房）で、堂嶋を主人公にしたスピンオフ作品『牌王伝説ライオン』が連載され、その続編である『牌王血戦ライオン』も『近代麻雀』（同社刊）で連載された。また、高津を主人公にしたスピンオフ作品『麻闘伝 ぬえ』が『近代麻雀』（同社刊）にて、2019年4月号から2020年7月号まで連載された。
メディアミックスとして、『凍牌〜裏レート麻雀闘牌録〜』のタイトルで実写作品が2013年に公開された。2024年10月から2025年4月まで同タイトルでテレビアニメが放送された。

## あらすじ
金、女、臓器。欲望蠢く裏レート雀荘を荒らし回る高校生の少年・ケイは、冷徹なる思考、冷艶なる打牌から、裏世界では“氷のK”と呼ばれ、自宅には少女を飼っていると噂される。

## 登場人物
声の項はテレビアニメ版の声優。

### 主要人物
ケイ / 榊原 圭
声 - 田邊幸輔
本作の主人公。学業の傍ら、代打ち業に染まる高校生雀士。通称：氷のK。決め台詞は「震えてるよ」。
非凡な記憶力と理論的な打ち回しが特長。常に冷静沈着なリアリストであり、感情を表に出すことは少ない。ただし、アミナのことになると必死さが滲み出て、それを突かれ窮地に陥ることも幾度かあった。
小学生時代、実弟・孝（たかし）が保険金目当ての両親に（水難事故を装って）殺害され、後の人格形成に大きな影響をおよぼす。それから数年が経った高校1年生の夏、まっちゃんとの出会いを期に裏レートの世界に足を踏み入れる。物語序盤、桜輪会の代打ち集団「一軍」入りを果たすが、その過程で右足の小指を失う。
『人柱篇』では、高津とコンビを組んで羽鳥と勝負をした際に、失点の代償として自ら首を吊ることになる。一命は取り留めたものの、その後は移動の際に車椅子や杖を使用する姿が描かれる。山扇会との戦いの後、高津にある疑いを抱き、真相を知るため勝負するも敗北、幼馴染の優とともに服従を強いられる。紆余曲折を経て自由を求め、高津の開いたサバイバル麻雀大会に招待選手として参加する。
『ミナゴロシ篇』ではサバイバル麻雀から四カ月後にはティッシュ配りのバイトをしている。その間麻雀からは離れていたが、ある事件がきっかけで、自由を求めて『土曜会の記録』を手に入れる為に、第28回竜凰位戦に参加し、裏麻雀の世界に引き戻されることとなる。『羽鳥の名簿』に関しては知らないと言っていたが、決勝戦で、高津から『羽鳥の名簿』を託されていたことを告白した。第28回竜凰位戦に優勝したことで、『羽鳥の名簿』と『土曜日の記録』を手に入れたことで、アミナと優を守るために、倉橋からの要請を受け入れて、桜輪会の最高顧問に就任した。最終回では優と結婚し、アミナとも養子縁組をして兄妹となっている。
原作では若干小柄な体格として描かれているが、映画版では長身になっている。
堂嶋（どうじま） / 安田 薫
声 - 武内駿輔
外伝『牌王伝説ライオン』、『牌王血戦ライオン』の主人公。裏世界で名の知れた凄腕雀士。本名は『ミナゴロシ篇』エピローグで判明。
ケイとは対照的に波を読む直感型の打ち回しが特長。並外れた強運に加え、繊細な打牌技術を持ち合わせている。一見ホストのような服装をしている。
ケイの行く先によく現れ、時には最大のライバルとして立ちふさがり、時にはケイの最高の理解者として共闘することもあり、ケイとコンビ打ちで戦った際の息はぴったりであった。豪快な性格で、女好き。その趣味にはアミナのような少女も含まれるようである。ただし後述するスーリヤとリーニャには戸惑っており、アミナを要求したのはケイへの挑発という見方もある。相手の金品からプライドまでとことん絞り抜く性格であり、関からは「食っても食っても満たされない餓鬼」と揶揄された。その見事な金髪と性格、波に乗って相手を一気に押し殺す強さから「ライオン」といわれる。
勝負のためには自らを犠牲にすることに躊躇しない性格。背負っているものやリスクの差からツキが逃げてしまうと感じたときは迷わず自分の体の一部などを賭けて同等のリスクを背負う。
竜凰位戦第2ラウンドではストレスによる心因性視覚障害の影響で右目に黒眼帯をしている。それでもなお勝ち抜き、第1ラウンドでの15位から3位までにのし上がったが、何人もの暴漢に襲撃されて麻雀が打てなくなるほどの重傷を負わされ、決勝戦に自分の代わりにケイを出場させるきっかけとなった。
『人柱篇』では、左目を失明したものの、それ以外には特にダメージが残っている様子はない。報復のためケイとコンビを組み、山扇会に挑み勝利したが、最終的に自分を襲わせた犯人が高津であると確信し（後にそれが正しいことが証明された）、高津組と決別の意を示す。その後自身についてきたリーニャとスーリャを母国に返そうとしていたが、無計画だったことと、2人が戸籍が無かったことでそれを断念し、サバイバル麻雀に途中参加し、優勝する。
『ミナゴロシ篇』では第28回竜凰位戦の副賞と主催者の野村から、白翁が裏にいると察知して、彼との決着をつけるために参戦する。
原作では大柄な体躯の持ち主だが、映画版では中肉中背になっている。
アミナ / 榊原 亜美奈
声 - ファイルーズあい
本作のヒロイン。『コールドガール』では主人公。ケイに飼われている異国の少女。
人身売買により裏世界で密輸され戸籍・国籍がなく、ケイに入管に用心するようにその対策を教え込まれていた。後に裏世界の何でも屋・関による偽造ビザで自由の身となり、外出できるようになった。殺人や略奪が後を絶たなかった環境で育ち、人身売買の取引の経験の影響から、幼いながら「生きる」ことに非常にシビアな考え方を持つ。それゆえに、「お金よりも命が大事」という思想を持つ。
かつては南部（後述）の経営する人身売買の牧場で飼われており、後に関に買い取られ、関の組織が取り仕切る裏DVD等の商品として、まっちゃん（後述）に飼われて日常的に暴力を振るわれていた。同じ商品の少女達は皆諦めきって監視が甘い時でも逃げ出そうというそぶりすら見せなかったのに対し、唯一希望を捨てずに常に良い飼い主を探しており、ケイと初めて会った時からその瞳は希望に満ちていた。ケイとまっちゃんの勝負の途中にも、まっちゃんに殴られることを覚悟の上でタガログ語の通しに関するヒントを口にしてケイに教え、ケイの勝利のきっかけを作る。
まっちゃんに勝利した時点でトータル240万の勝利を収めていたケイにより、240万の代わりに引き取られた。関は「300万以下で売る気はなかった」が、（まっちゃんとの勝負中にいざこざもあって）特別にアミナを引き渡した。関曰く「前の主人も日本人で、1年ほどある程度の教育は施されている」ため、英語混じりで片言ではあるが、ネイティブレベルの日本語が喋れる（ただし、「現実主義」や「一軍」などは理解できず、物語序盤でケイに日本語を教わっている描写が存在する）。たまにケイと麻雀をしているが、他のゲーム（「スキージャンプ」などを体感できるようなゲームソフト）をしている場面もある。
実は腎芽腫を患っており、「ケイにバレたらまた捨てられる」と隠し続けた影響で末期まで進行してしまい、腎臓移植をしなければ助からない状況に陥り入院（ケイにバレる前は密かに関から薬を貰い痛みを抑えていた）。その腎臓のドナーを見つけるのがほぼ不可能な状況であるが、それを可能にする「名簿」を入手するためにケイは竜凰位戦の優勝を目指す。
『人柱篇』では、羽鳥にさらわれるも外国で腎臓移植に成功し病気を治して日本に戻り、ケイと再会するも自分のためにケイが苦しむことに耐えられずケイを避けるような態度を取るようになる。しかしその後、ケイを守る為にサバイバル麻雀に参加する。
『ミナゴロシ篇』では人質となり、足の指を半分失うもその後の後遺症は見られなかった。また、エピローグでケイと養子縁組で兄妹となったことが語られ、戸籍上でも上記の「榊原 亜美奈」となった。
『コールドガール』では高校生になり、主人公に昇格。元々の胆力にさらに磨きをかけている。
原作では色黒だが、映画版では色白に変更されている。
関 ひではる（せき ひではる）
声 - 関俊彦
本作の狂言回し。裏世界に通じる「何でも屋」であり、ケイを代打ち業に引き入れた張本人。
鋭い三白眼を眼鏡で装い、七三分けというサラリーマン風の出で立ち。普段は心の奥底を見せない飄々とした人物だが、意外と面倒見のよい面もある。
桜輪会との戦争で、ケイに「桜輪会を裏切ればアミナにビザをやる」と持ちかける。ケイはアミナのために一度はそれを承諾し、関が指示した「関を勝たせるための行動」を実行するが、その上でケイに敗北してしまう。その後、彼の仲間は殺されてしまったが、彼は「ケイとの約束を果たさせる」という意味で、高津の一存で逃がしてもらい、生き延びる。
まっちゃんの一件でケイにアミナを引き渡した後もアミナと密かに連絡を取っており、病気の痛みを抑える薬をアミナに渡していた（但し、「特別な薬、魔法の薬」と言っておきながら市販薬らしきものを渡しており、どれほど効果があったかは不明。プラシーボ効果で無理やり抑えていただけの可能性もある）。
第1部終盤近くにて再登場。顔を整形しており、眼鏡を外し、短髪に垂れ目という形相になっていた。羽鳥に拾われており、『人柱篇』では羽鳥のオヒキとなって対局に臨むが、勝負後に羽鳥に捨てられ、その後は桜輪会預かりの身となる。
『ミナゴロシ篇』ではほとんど登場していないが、エピローグでケイに引き取られたことが語られた。
畑山
声 - 子安武人
一時的なケイの相棒。元々は、ごく普通の大学生であった。
一軍の試験でケイとコンビを組むが、破滅と不確実なスリルに対面した際にメッキがはがれる。大の缶コーヒー好き。中でも微糖を好み、本気を出す際はブラックコーヒーを飲む。
後に、薬物中毒により変わり果てた姿で、桜輪会との戦争の際にタヤオ側の代打ちとして再登場する。自身の破滅とスリルを求め、ピンポイントの読みに賭けたオープンリーチを中心とする独特のスタイルを作り、序盤は「負けても何かを失うのはバックの高津だけ」という状況にある堂嶋を圧倒するが、自身の両腕も賭けて退路を断った堂嶋に盛り返されてしまう。関からの戦力外通告に加え、ケイからの度重なる挑発により、自分が求めていたものを見つけ、終盤で関の命令を無視して独自に打ち始める。
勝負が始まった時点で重度の薬物中毒であり廃人寸前の状態だったが、一皮むけ、勝負が終わった後は堂嶋と気が合い、たまに打ち合うほどの仲になる。竜凰位戦では直接対決でケイを追い詰めるほどの打ち手となるが、大辻の手の者により拉致され、ケイのことを話すように拷問され、意思を貫くために最後まで拒否し、凄惨な虐待の末に殺害されてしまう。それでも最後まで牌譜を床に血で描き、雀士としての矜持を持ったまま死んでいった。
アイ
声 - 日笠陽子
外伝『アイ〜もう一つの凍牌〜』の主人公。博多出身の女流雀士。たまに水商売の真似事もしている模様。
黙っていれば相当にスタイルの良い美人だが、ケイ以上に冷酷非情なクールビューティー。実は過去に義父から性的虐待を受けた悲惨な境遇を持ち、その経験から異常な洞察力（彼女は「瞳」と表現する）で相手の意図を推測することができる。また、徹底的に負かした相手には、指を賭けさせ、切り落とした後に指をトイレに流して絶望に満ちた表情を嘲笑う趣味がある。
松本を降し、ケイと勝負して序盤はその「瞳」で圧倒するが、ケイの捨て身の全牌オープン打ちで心の隙を晒してからは一転、完敗を喫す。以降、ケイへのリベンジを求めて表の世界でも勝負を重ねて竜凰位戦に参戦し、ケイと再戦する。｢私の皇帝様｣と（心の中で）呼び、ケイのことを気に入っている。
決勝まで残るも、ケイはもちろん一流である大辻にも前川にも「瞳」が通じず、当初は打ち込んでばかりだったが、自ら「瞳」に頼ることを捨て、牌だけを見るようにし、大辻や前川を一蹴するほど盛り返す。終局では純正九蓮をテンパイさせトップのケイと一騎討ちとなる。
『人柱篇』では仙台で松本相手に苦戦するケイと関に助け舟を出し、サバイバル麻雀にも参加し、手堅い打ち筋で自身はラスを引くことはなかったが、ラスを引いてロシアンルーレットで弾が出たケイを咄嗟に庇い、チョンボとみなされロシアンルーレットで死亡。

### 暴力団・代打ち

#### 高津組
高津 則之
声 - 小山剛志
外伝『麻闘伝 ぬえ』の主人公。
関東一円におよぶ暴力団組織・桜輪会傘下、高津組組長。41歳。麻雀賭博代打ち集団の「一軍」を率いる。柳の遺志を継ぎ、ケイを利用、サポートする。
いつも冷静だが、タヤオの組織と麻雀勝負の日取りを決めるための会合では柳を撃った犯人をいきなり銃殺するという激情的な一面を持っている（その際、危うくその場で銃撃戦になりかけた）。
かつては代打ちだったが、その才能が開花する前に大辻に摘み取られ、引退した身であった。第1部終盤で大辻が命惜しさにその約定を破棄したため、『人柱篇』以降では自身も卓に着いて戦うようになる。
『人柱篇』で、竜凰位戦の際に堂嶋が襲撃されたのは高津の差し金（つまり、堂嶋に依頼しておきながらの自作自演）だったことが判明。そこからは野心を露わにして、桜輪会内部の反・高津の立場の幹部を皆殺しにする。ケイに対しても態度を豹変、これまで面倒を見てきたことなどまるで全てが嘘だったかのように振る舞う。桜輪会二代目襲名に合わせて、ラスになったら半荘終了後にロシアンルーレットをするサバイバル麻雀を開催する。
麻雀の実力も高く、ケイの想像以上に賢いところを見せる。しかし、ケイが高津の読みをさらに上回り、最終的にはわざとチョンボするように仕向けられて死亡。引き金を引く手には一切の震えは無かった。
『ミナゴロシ篇』にて高津が所持していた「名簿」は消え、行方不明かに思われていたが、後に、ケイに「名簿」を託していたことが発覚した。
柳
声 - 高橋英則
桜輪会傘下、高津組若頭。パンチパーマのいかにもな容姿。隣部屋で残酷ショーが行われても平然としている人物だが、親しい者には気の良い一面を持つ。
ケイを高く買っており、桜輪会代表の代打ちを決める対局の際、高津が総合的に判断してケイではなく松本を指名した際には高津に食い下がった。しかし、桜輪会対タヤオ戦の桜輪会メンバーを選抜する麻雀勝負の終了後、部屋から出た所でタヤオ側の人間に狙われ、とっさにケイを銃弾から庇って死亡してしまう。死に際までケイのことを気にかけてケイを代打ち代表とすることを頼み込んでおり、高津がケイを使うと決めることとなった。
松本
声 - 宮本充
桜輪会の一軍に居座る年配雀士。組からは「ジイサマ」と呼ばれ慕われている。
じっくりと腰の据えた重い打ち筋が特長。冷徹な思考を持っているとは言えまだまだ若く突っ走ることもあるケイに対し、「高校の友は一生の友」「お前さんはもっと今の時間を大切にするべきだ」と貫禄を見せたり、「（冷静な打ち方を）見せる」ために麻雀を打ったりするなど、何かとケイを気にかけていた。
アイとの勝負に敗北し、指を全て切り落とされる。この出来事を機に代打ちを引退するが、『人柱篇』で再会したケイと勝負をすることとなる。ケイがアイを打ち負かしたことにより指を全て取り返したが、後に再登場した際には指はつながったものの障害が残りまともに動かせなくなったことが語られる。実は癌が転移しており、長くは生きられない状態だった。最後にケイに励ましの言葉をかけて死亡した。
イケ / 池沢 春俊（いけざわ はるとし）
声 - 金子隼人
桜輪会傘下、高津組組員。坊主頭が特徴。性格は荒っぽく拷問役を請け負って「何も吐かずに死んじゃいました」と報告する面もあるが情に厚い。死亡した柳の代わりのポジションを担う人物であった。
自分を拾ってくれた高津には深い恩義を感じ、またケイのことも信頼しており、『人柱篇』では2人のために自ら命を投げ出す。その後は弟分のカズが役目を受け継ぐ。
カズ
『人柱篇』から登場。桜輪会傘下、高津組組員見習い（正式な構成員ではない）。16歳の少年。倉橋の孫で、物心ついたときから極道入門した。イケの弟分で、彼を兄貴と慕う。イケ同様に情に厚い性格で、ケイの両親に対して弟の孝を保険金欲しさに殺害したことや、羽鳥に唆されてケイを売ったことを非難した。イケの死後は、彼の代わりのポジションを担い、ケイのために命を張る。対叶・南部戦の際、叶に銃撃され重傷を負うが、無事生き延びた。
『ミナゴロシ篇』では彼の取った行動がケイを再び裏麻雀界へ引き戻すきっかけとなる。
本多 喜一
『人柱篇』から登場。桜輪会傘下、高津組組員。関いわく「高津の右腕」と呼ばれた男で、通称「鬼一（オニイチ）」。高津の名簿の使用により、7年の服役から出所。高津から桜輪会の要人暗殺の依頼を受ける。

#### 倉橋組
倉橋
声 - 松山鷹志
桜輪会傘下、倉橋組組長。カズの祖父。中学を卒業したばかりの高津をヤクザに取り立てた。その後も高津の極道の考え方に共感し、組長で唯一彼と懇意にしている。極道志望したカズに社会科見学感覚で極道の厳しさを教えるために高津組に見習いとして丁稚奉公させている。高津がクーデターを起こした時に幹部たちが撃ち殺されるのを見て笑っていられる一方で、優が絶体絶命の危機に陥った時は必死に高津に除名嘆願をするような人情ある面もある。『ミナゴロシ篇』では堂嶋を代打ちに立てようとするも、断られた。
外伝『麻闘伝 ぬえ』にも登場。
黒木
『人柱篇』から登場。桜輪会傘下、倉橋組組員。眼鏡をかけた坊主頭にあごひげを生やした男。かつて倉橋組で数千万円の麻雀を打ったこともある腕の持ち主だが、作中で目立った実力は見せていない。カズを「坊ちゃん」と呼び慕う。ケイの高津への麻雀勝負に同席する。
『ミナゴロシ篇』ではカズの危機を伝えるため、ケイの前に姿を現す。また、ケイと松川の戦いにも同卓した。

#### その他
叶 正一（かのう）
声 - 辻井健吾
大阪山扇会（さんおうかい）若頭。竜凰位戦では『羽鳥の名簿』を手に入れるために、右腕の青木に指示して畑山を拷問死させたりしていた。また羽鳥と組んで悪事に加担し、高津組を迎え撃った。
その後復讐に燃えるケイと堂嶋を相手に対局して敗北。腹心を2人死亡させてしまった上に400億円以上もの損害を出してしまう破目になり、負債の不足分（100円分）の代わりに自らの右手の小指を切り落としてリベンジのメッセージも込めて桜輪会に送りつけた。
高津の開いたサバイバル麻雀大会に招待選手として呼ばれ、刺客が全滅した後高津に呼ばれるが、部下とアイに止められて参加することなく棄権した。
宮地 拓郎
『人柱篇』より登場。仙台宮地一家5代目組長。15歳。高津の開いたサバイバル麻雀大会に参戦する。麻雀歴は3ヵ月と短いものの強運と、ロシアンルーレットの引き金を臆する事なく平然と引く度胸を武器に戦い、高津やケイからも大物になるとその素質と才能を評価されている。
サバイバル麻雀大会では初戦から出場し、天和を和了るなど、堂嶋を彷彿とさせる場面もあったが、麻雀歴の浅さによる周囲との地力の差から次第に追い詰められてラスを引き、最後は他の3人と自分との麻雀の力量差を実感し完敗だと認め、ロシアンルーレットを生き延び、リタイアした。
『ミナゴロシ篇』でも登場し、竜凰位戦の本選に進出、準決勝まで進むが、真木の策略の前に敗れる。
林田
『人柱編』のみ登場。桜輪会の本部長。他人を威圧するときや吃るときなどの「あ？」「ああっ」「あーっ」などが口癖。
　高津が山扇会に戦争を仕掛けた時はずっと文句を言い続け、幹部会を開いて高津の吊るし上げもしたものの、最後は指示を受けた本多によって高津の前に引きずり出され、反高津派の組長全員の名を自ら吐いた後、銃殺された。高津が林田に最後にかけた言葉も「あ？」であった。

### ケイの関係者
桂木 優 / 榊原 優
声 - 赤﨑千夏
本作のもう一人のヒロイン。ケイの古い付き合いの幼馴染。また、ケイに麻雀を教えたのは彼女の父親である。
ケイに恋愛感情を抱いており、ケイが何か危険なことに加担しているのではと心配する。昔の慎重なケイに戻ってもらいたい一心で、上野と組み、賭け麻雀でケイを負かそうとするがケイに見破られ失敗。それが原因でケイとは一時期、絶縁状態になる。
その後、上野に半ば騙された形で昇心会の代打ち兼人質としてケイと対峙させられる。対局中、彼女を痛めつければケイが勝つことは無いと読んだ昇心会により「極道の男でさえも叫んでしまう」程の状況に置かれるが、自分に「ケイに対する人質としての価値」が生じてしまうことが最もケイにとって迷惑をかけることだと察し、最後までケイに助けを求めず麻雀を打ち、卓上でケイに思いを告げる。対局に勝ったケイに対して、昇心会が上野と自分の身柄の買い取りを持ちかけた際も自ら断り、ケイに今生の別れを告げる。最終的に一部始終を見ていた高津が5000万で買うという形で救われた。
『人柱篇』において、再びケイと対面、本来なら殺されるはずだった局面で、最終的な勝利のためにケイが身代わりとなり、ケイの代打ちとして羽鳥に挑む。その後、羽鳥の態度に憤慨し、羽鳥を刺し殺した。以後は、ケイに対して前にも増して献身的になり、精神の均衡を欠いたような姿も描写される。
関に促され、高津を殺しケイを開放するためにロシアンルーレット麻雀に参加するが、力およばず敗れ、ラスになる。実弾を高津に向けて発砲したが、失敗し、本多に撃たれ、意識不明になる。
『ミナゴロシ篇』においては回復し元の生活に戻っている。しかし、意識不明の影響か『人柱篇』での出来事の記憶は失ってしまっている。エピローグではケイと結婚。
顔つきは「ケイと似ている」ことを読者から指摘されたことがあるが、これに関しては連載当初「Kが麻雀打てない非常時に優がKになりすまして打つ」というアイデアがあったから、とのこと。
上野 真一
声 - 大野智敬
ケイの同級生。1991年4月21日生まれ、さいたま市本川吉在住。
自分が一番でなければ気が済まない傲慢な性格で、ケイほどではないが非凡な記憶力とイカサマを駆使して友人からゲームで金を巻き上げている。優からケイを負かして欲しいと頼まれた時は、彼から大金を巻き上げて自分の優位を示したいという意図で勝負を挑む。序盤はケイを上回るかのような記憶力を見せ優位に立つが、次第に本領を発揮したケイに手も足も出なくなっていき敗北する。
その後も上記の性格が災いし、不良グループの女に手を出してしまい、麻雀で金を稼ごうとするが、運悪く堂嶋と畑山の2人と同卓となって、昇心会のヤクザに借金を重ねてしまう。優をケイの弱点と見定め、彼女を騙して昇心会の代打ちとしてケイに挑むが、やはり力はおよばなかった。その後、消息不明になるが、『人柱篇』で羽鳥に買われたが死亡した事実が確認される。
吉川 幸一
ケイの同級生でクラスメイト。『人柱篇』で登場。温厚な性格。父子家庭である。父のギャンブルの借金返済のため、ケイに裏レートの麻雀勝負の相談を持ちかけようとしたが果たせなかった。後に妹の美幸と麻雀勝負に出場することになり、そこでケイ、優と交戦する。完敗した後は、借金の代わりに家と土地を手放して家族と共に夜逃げする破目になる。
彼の名前は8巻では「幸一」と呼ばれているが、9巻では「幸太」と呼ばれている。

### 各エピソード
本原
声 - 千葉繁
第1話に登場。中年サラリーマン。
1ヵ月前の食事を覚えられる記憶力とガン牌でケイを攻めるが、それを上回る100日分前の食事を軽々と覚えているケイの記憶力に焦り、最終的に敗北。
中林
第4-6話に登場。多額の負債を抱えた小太りな男。横柄な性格。ケイの持ち点をマイナス5万点にするよう提案するが、八連荘を成し遂げた彼に敗北。その後の動向については描かれていない。
田島
第4-6話に登場。多額の負債を抱えた初老の男。神経質な性格。本人によれば、病気の妻と幼い娘がいる。
ルミ
第4-6話に登場。多額の負債を抱えた水商売風の若い女。21歳。気弱な性格。雀力が低く、決死の思いでケイに色仕掛けを試みるが、全く通用しなかった。
竹地 覧二（たけち かんじ）
声 - 若林佑
第7話に登場。眼鏡をかけた表のプロ雀士。堂嶋に3連敗し、屈辱的な罰を課せられた。その後、『ミナゴロシ篇』で堂嶋を表麻雀界から追放すべく、教え子のプロ雀士たちを使って堂嶋を潰そうとする。
まっちゃん
声 - 稲田徹
本名不明。「まっちゃん」はネット麻雀でのハンドルネーム、および仲間内の愛称。両肩に刺青を彫ってある。
アミナをはじめ、沢山の「商品」を飼っており（実際には関が統轄している）、ネット麻雀を使って一般人も巻き込んでいる。3対1のグループ打ち、（一般的な日本人がタガログ語を理解出来ないことをいいことに）隠そうともしないタガログ語による通し、すり替えや握り込みといったイカサマを使う、「勝負」「喧嘩」よりも「イジメ」が好きな男。両刀使いで、ハメて借金させた相手が男で小奇麗な場合はAVで掘って清算させる。
ケイも同様の手口でハメてイジメようとするが、ケイの記憶力と策略の前にイカサマを全て看破され破られる。窮地に立った途端に暴力で勝負を無効にしようとするが、ちょうどその場に現れた関に撃たれ、「商品にキズを付けすぎた（暴力を振るい続けた）挙句、無断で商品の少女達を使い、裏DVDで勝手に稼いでいた」ことが関の逆鱗に触れ、彼に脅されてそのまま勝負を続行させられる。さらに仲間だった男らからも見放され、必死に1人でケイに対抗しようとするがかなわず、最終的には失血死して勝負は終わる。
カム
声 - 小林康介
サダ
声 - 後藤光祐
いずれもまっちゃんの仲間。まっちゃんと協力し、ケイが分からないタガログ語を用い、まっちゃんのポンやチーに手を貸すことでケイを罠にはめようとした。しかしケイがそのやり取りを録音し、トイレに立つフリを見せ録音を聴き取り意味を把握（実際はハッタリ）。あっさりとイカサマを見抜かれ、計画は失敗に終わる。その後、関によりまっちゃんが銃撃されてからはすっかり震え上がり、助けを求められても何も出来ずにいた。結局、麻雀を続ける最中まっちゃんの最期を目の前で目撃することになる。
高木
声 - 松風雅也
まっちゃんの仲間。ケイをアジトに案内し、あっさりと携帯電話を没収する。負け続けるケイが追い込まれていく様を見てまっちゃんと嘲笑っていたが、関の銃撃にすっかり怯えまっちゃんの声にも耳を貸さなかった。カム、サダと共にまっちゃんが絶命する瞬間を目撃する。
レインマン
本名不明。雀荘荒らしを行う初老の雀ゴロ。
ケイが一軍入りして、初めて依頼を受けた相手。「レインマン」は、雨の日に雀荘に姿を現すことから付けられた通り名。湿度を利用する水滴のガン牌を特技とする。ケイと対決して前半は好調だったが、後半はケイにその技を真似されて敗北。ケイの噂は知っていた。
由紀／ユキ
『アイ〜もう一つの凍牌〜』と『ミナゴロシ篇』に登場するアイの高校時代の後輩。アイを慕っており、その死の遠因となってしまったケイに複雑な感情を持っている。
アイの能力「瞳」に倣い、「千里眼」と称するアイの「瞳」と同じ能力だけで無く、人の恐怖を匂いで読み取る能力を持つ。その能力から九州では「千里眼のユキ」の異名で呼ばれている。能力面でこそアイと互角以上であるが勝負への覚悟では劣る。第28回竜凰位戦の本選に進出し、準々決勝でケイを自身の「千里眼」で翻弄するも、ケイを倒す事に執着してしまいトップを狙っていた事とケイが2着以上を狙う事で恐怖の気配を消したケイに、僅かな差で敗北する。試合後にケイとの対話で自身が負けた理由を納得し、ケイに自身が大会に出場した理由を語り、最後に柊純に気をつけるよう忠告をした。竜鳳位戦後にはケイからの頼みで、倉橋や田代らの場に同席し、自身の千里眼で田代の嘘を見破った。
北村 啓太郎
声 - 伊達朱里紗
竜凰位戦の一次予選に参加していた無邪気な少年。ケイよりも年下ながら、なかなか優れた直感を持ち表の雀士としては実力は高い。無垢な姿勢で麻雀を楽しむ姿は、ケイに麻雀の楽しさを思い出させる。一次予選を通過するが、登録名が「K」であったことや、たまたま予選の順位がケイよりも上だったことが災いし、ケイと間違われて家族4人もろとも皆殺しにされてしまう。
前川
声 - 藤井啓輔
表世界の麻雀タイトル7冠のうち、5冠を保持しトップに君臨するプロ雀士。トッププロ時代は非常に人気があり、彼を「先生」と慕い応援する多くの人が老若男女問わずいた。「誰よりも麻雀を深く愛する男」と評されるほどの麻雀の虫で、「麻雀は囲碁や将棋にも劣らないすばらしいゲーム、だからこそもっと一般にも普及させたい」と強く願っていた。それ故に、後述の大辻の態度には我慢がならず内心では深く敵視するようになる。
第27回竜凰位戦の決勝に進出する。アイの「瞳」も通じず、また大辻の得意の鳴き速攻をかわしつつ絞って手役を作る実力者であるが、大辻のイカサマの前に義憤を募らせると同時に心を折られてしまい、危うくテレビ中継の前でイカサマをしかけてしまい、ケイに止められてしまう。「イカサマをやる」と心中で決めたこの時、すでに引退を覚悟していた。
『人柱篇』では現役を引退しており、かつての屈辱を晴らすため高津の開いたサバイバル麻雀大会のロシアンルーレット麻雀に招待選手として参戦し初戦から出場するが、オーラスでケイが自身の予想とは違う選択をしたため、初戦でいきなりラスを引き、直後のロシアンルーレットで死亡。
八木
声 - 斉藤次郎
かつての表のプロ雀士で、前川のライバルでもあった。「光を消す男」の異名を持っている。これは八木自身がそれほどハデな和了りを見せない事で自身の光を消す事と、相手に自分の麻雀をさせないようにする事の2つから来ている。
第27回竜凰位戦では主に解説役を務めた。裏の世界の雀士の打ち筋や雰囲気についても知っている節があり、「今年の竜凰位戦は観戦者としても面白い」と評していた。眼力も確かで、大辻が牌をすり替えたという事実に気づいていた数少ない観戦者の一人。
『ミナゴロシ篇』の第28回竜凰位戦では一般人として参戦し、本選に進出する。準々決勝はトップ通過し、準決勝では1回戦では巧みな麻雀で他の3人を圧倒し、トップになるも2回戦目では数馬の予想外の攻めに屈し、その後は自身はこれまでであると悟り勝利を諦め勝負から降りた。竜凰位戦に参戦した理由は自身の最大のライバルであった前川が勝てなかった竜凰位戦で、自身が何処までやれるのか試す為であった。
大辻 巌（おおつじ いわお）
声 - チョー
数十年（本人曰く60年）に渡り不敗を誇る伝説的な雀士。小柄で禿げ頭の怪老人。75歳。
傲岸不遜で常に人をおちょくる言動をするが、腕は相当立つ。他家が高い手を聴牌していた場合、その和了を阻止するために自分の聴牌を蹴ってでも別の他家に差込みにいく、所謂「上がらせない」戦法をとる。イカサマの腕前も、テレビカメラが見ている前でツモ山を平然とすり替えられるほど。本性は残虐かつ嫌味で、「子供の死ぬところなんか滅多に見れん、なぜワシを呼ばん」などと笑いながら平然と言い放つ俗悪な人物。
戦時中・終戦前後（当時10歳）から牌を握っており、一番軽い9ソーと一番重い1ソーのみとはいえ牌のわずかな重さの違いすらわかるほどの感覚を持つ。登場時の10年前にはすでに引退していたのだが、「名簿」を手に入れるために山扇会の叶に依頼され、第27回竜凰位戦に参戦する。
竜凰位戦の決勝でケイとアイ、前川の全てを敵に回してしまい、3人に追い詰められたためすり替えなどの本領を発揮、一度はまた盛り返しながら、そのイカサマを看破し利用したケイに再び追い詰められ、「あなたが無敗でいられたのは、自分より強い相手と闘ってこなかっただけだ」と見下される。最後は全ての手牌がケイとアイのどちらかの当たり牌になるという状況に陥り、ケイに命乞いするが拒否されてしまう。直後、口封じのため後ろ盾だった暴力団（カメラクルーに偽装して潜り込んでいた）により対局中に射殺され、竜凰位戦の最後は滅茶苦茶になってしまった。なお、その時手からこぼれた牌はケイの当たり牌である1ソーであった。

### 人柱篇
羽鳥（はとり）
声 - 松岡禎丞
政治家・羽鳥秀夫の1人息子である御曹司。北海道美瑛町在住。第1部終盤近くから登場。
生まれてから政治家である父親に「いい子」であることを強要され続け、その鬱憤から高校受験を控えた折、父の第11期の選挙中に万引きを犯し、そのときの興奮に病み付きとなる。
高校時代に母親が死に、父は1年前に他界して自由の身になったのを機に大学を中退。過去に味わったスリルを求めるようになり、多くの遺産を元手に悪友たちと共に殺人を含めた数多くの犯罪に手を染めた。反省や懺悔の念などはなく、刹那的な快楽さえ満たせれば構わない自分勝手な男で、他者を見下すような口や態度をとるため評判も悪い。なお、父親は立派そうな言葉とは裏腹に愛人がいたことを知っていたため、すさまじく嫌悪していた。ネット麻雀「天下荘」でランキング1位であり、ハンドルネームは「アイスマン」。
竜凰位戦で優勝し、日本一となったケイにアミナの返還と名簿を賭けた勝負を申し込むが、敗れる。その後、優に刺殺されるという末路を辿った。
ケイの両親
声 - いしかわひとみ（母）、松本忍（父）
いずれも名前は不明。海外在住であったが、ケイと羽鳥の勝負の際に人質役として拉致されてきた。かつて借金返済のために保険金目当てでケイの弟・孝を事故に見せて殺害したことにより、ケイとの間に溝ができている。実は羽鳥に過去の罪の件で脅され、イカサマに協力していたが、イカサマの報酬を受け取る約束もしており、またしても金に目が眩んだ面も見られる。父親は浪費家であり、報酬を当て込んで新車を購入していた。
南部（なんぶ）
アミナの（まっちゃんに飼われる前の）元飼い主を名乗る男。サングラス、オールバック、無精ひげが特徴。
関によれば、元は芸能関係の仕事をしていたらしく、「超がつくほどのロリコンであり、その性格が災いして芸能界で多く問題を起こした」ことがある。その上、性欲を満たすために海外へと渡って東南アジアに大きなコネをつくり、少女を輸入する闇商売を始めたという。アミナもそのうちの1人であり、関は彼からアミナを買い取った。その一方、元代打ちでもあったらしく、かつて九州では名の通った裏プロであったが、アイドルを自殺に追い込んだ件の落とし前として右手の指を全て切断されている。
雀卓の仕掛けを利用したイカサマをケイに見破られ、スーリヤ、リーニャの代わりに叶と共にケイ・堂嶋に挑むも敗北。叶からは見逃してもらうが、外へ逃げ出したところを後ろから追ってきた暴漢たちに襲われる。
スーリヤ、リーニャ
南部が飼っている双子の少女。長髪がスーリヤで短髪がリーニャ。南部の代打ちとしてケイ、堂嶋と交戦する。南部に調教される過程で、歯を全て抜かれている。叶・南部の敗北後、行くあてがなくなったため、堂嶋に付いてきた。
『ミナゴロシ篇』エピローグにも登場し、アミナと友達になった様子が描かれた。
吉川 美幸（よしかわ みゆき）
吉川幸一の妹。兄と共に裏レートの麻雀勝負に参戦する。
吉川 幸太
吉川幸一の父。「吉川モータース」という工場を経営しているが、ギャンブルによる借金で工場を担保にされ、息子と娘に麻雀勝負をさせることになったうえ、関に唆されてアイテム購入などでさらに借金を重ねる。

### ミナゴロシ篇
白翁（はくおう）
かつて「堂嶋」と呼ばれた男であり、スピンオフ作品『牌王血戦ライオン』に登場した、現在の堂嶋の運命を変えた男。
人柱篇エピローグに登場しており、『ミナゴロシ篇』でのキーマン的存在であることを示唆した。
詳細は牌王伝説ライオン#登場人物を参照。
竜凰位戦の前夜にケイ、堂嶋、倉橋の前に姿を現し、山扇会および叶と組む形で自身が持つ『土曜会の記録』を賭けることで、「名簿と記録を入手し、自分の王国を造る」という目的で参戦することになる。
バイト先の先輩
2人登場するが名前は不明。ケイにドラの数字以上の牌を引き続けるゲームを誘い出す。(字牌は『東南西北白發中』の順に3〜9とする。一枚だけ白ポッチという牌があり、引いたら無条件に勝ちとなる。順に何処でも好きな場所に牌を引き、ドラの数字より多かったら、次の人も同じように引く。引くまでかかった枚数と引いた数字の差で賭け金の倍を払う。)実は馴染みの雀荘のマスターとはグルであり、白ポッチの牌だけ通常の牌より少し厚くなっている。しかし、ケイは既に白ポッチが少し厚くなっていることに気づいており、通常の牌にパン屑を付けて誤魔化し、白ポッチを引かれてしまった。
松川
かつて高津が所有していた雑居ビルを狙う「半グレ」の男。見開いた眼と剥き出しにした歯並びが特徴。
雑居ビルの所有権をめぐり、カズを打ち負かし、「実権はない」といったカズに「嘘つきには罰を」というコンセプトのもと、カズに毒（フグ毒）入りのジュースを飲ませた。カズを救出しに来たケイと「翻数が先に30翻に達したものが勝ち、雑居ビルの所有権を得る」麻雀で対局し、個人的なケイからの要望で「負けたらコップ一杯、勝者から指定されたものを飲む」というサシウマ（＝戦争）を承諾する。重圧がかかる勝負の末にケイに敗北し、ケイから指定されたコップ一杯分の麻雀牌を飲まされる破目になる。
雑居ビルをめぐる麻雀勝負のルールは、ナシナシ（喰いタンヤオ、後付けナシ）、完全先付け制度、リーチ一発と裏ドラ、カンドラはなし、ドラは翻数に入れる、役満は15翻でリーチやドラも翻数に加えることができる（国士無双の加カンあがりもチャンカンと別にして16翻にできる）。
その後、竜凰位戦で仲間のリキを関西予選Cから排出する場面に居合わせていたが、後にMIYAへの暴行の件で野村の手先に殺されてしまう。
リキ
松川の仲間で彼も「半グレ」の男。竜凰位戦の予選を突破するが、準々決勝でケイ、ユキ、柊と同卓し、ラスを引き敗退した。その後、MIYAを暴行したが野村の手先に殺される。
覆面の集団
名簿のありかを求めている。ケイを拉致、拷問をかけたり、アミナを人質として連れて来たりするが、小野の襲撃に遭い、全滅した。
小野 岳（おの がく）
ある組織で働く謎の男。ケイに再び竜凰位戦に出ることを持ちかける。
野村
『牌王血戦ライオン』に登場した男性。現在は「サイバーMAX」の社長で第28回竜凰位戦を発表した。
真木 英高（まき えいこう）
「麻雀倶楽部」代表で伝説と言われた男。小野の組んだチームに参加する。勝つためには手段を選ばず、宮地すら手玉に取った。
川瀬 りん（かわせ）
女流プロ。小野の組んだチームに参加する。準決勝ではトシと共に白翁を追い詰めるが、逆転負けを喫する。
トシ
アマチュアの雀士。小野の組んだチームに参加する。実はMIYAと交際しており、結果的にそこを白翁と野村に付け込まれる。
山下
プロ雀士。小野の組んだチームに参加するが、準々決勝で敗退。
柊 純（ひいらぎ じゅん）
13歳ながら麻雀プロになった少年。竜凰位戦の予選を突破し、準々決勝ではケイの作戦もありトップを取った。人前で独り言をつぶやき続ける癖がある。ユキ曰く「化け物」であるとのこと。準決勝で潜在能力が開花し優位に立つが、ライトマンが事前に仕込んだ罠にはまり、ライトマンによって密かにポケットに入れていた牌を見たことでパニックになって、手牌と牌山を崩したことで、ケイからまだ和了り確認をしていないと言われたことで、結果的にイカサマの罰符を払うことになり、最終的には自身の知らない邪道な麻雀大会に馴染めずに敗れ去る。
『ミナゴロシ篇』の後日談では、中学校で麻雀同好会を創設するも、勧誘が苦手で人が集まっていない。
『凍牌　コールドガール』でも茅ヶ原高校麻雀部の部長として登場。
石原 輝（いしはら ひかる）
『牌王伝説ライオン』の主要人物の青年。小野に勝利し、竜凰位戦の本選に進出した。
戸村（とむら）
『牌王伝説ライオン』及び『牌王血戦ライオン』に登場した青年。堂嶋と行動を共にしている。堂嶋の資金管理をしており竜鳳位戦の予選には参加していないが、堂嶋の出場した予選決勝の動画を投稿し、竹地の弟子たちの不正をネットで拡散させた。
ライトマン
『牌王血戦ライオン』に登場した外国人の男性。竜凰位戦の本選に進出。牌を隠し持っていてそれらを使うイカサマや柊を危険視して事前に罠を仕込み蹴落とすが、ケイの更に上を行く、覚悟の違いを認め敗れ去る。
MIYA
ネットアイドルの女性。人気投票で竜凰位戦の本選に進出。準々決勝を2位通過するが、準決勝ではなすすべなく敗北した。実はリキ達によって大会に参加するよう仕向けられており、完敗の罰として暴行されるが野村達に助けられる。
数馬（かずま）
プロ雀士の青年。関西新人王として竜凰位戦の本選に進出。全局和了りを狙って勝負を仕掛ける打ち方であり、ケイ曰く「堂嶋に似ているがより短期決戦向き」。準々決勝ではめくり合いで堂嶋に勝利したが、準決勝では堂嶋との激しい撃ち合いの末に敗れる。

### コールドガール
川島 学（かわしま がく）
16歳の高校生。ある事件を機にアミナと出会い、代打ちの紹介を頼む。陣と比べると思慮深い。
神崎 陣（かんざき じん）
16歳の高校生で学の友人。彼がとある雀荘でスマホを落としたことがアミナと出会うきっかけとなる。学と比べると気が短い。
増田 夏目（ますだ なつめ）
二代目高津組の一員の女性。一人称は「俺」。性格は粗暴だがレスリングの経験があり、腕っ節に長けている。アミナを「お嬢」と呼び慕う。アミナと共に学達の通う高校に転校してきた。

## 書誌情報
- 志名坂高次 『凍牌』 秋田書店〈ヤングチャンピオンコミックス〉、全12巻
  1. 2006年12月20日発売[7]、ISBN 978-4-253-14778-1
  2. 2007年5月18日発売[8]、ISBN 978-4-253-14779-8
  3. 2007年10月19日発売[9]、ISBN 978-4-253-14780-4
  4. 2008年4月18日発売[10]、ISBN 978-4-253-14781-1
  5. 2008年9月19日発売[11]、ISBN 978-4-253-14782-8
  6. 2009年1月20日発売[12]、ISBN 978-4-253-14783-5
  7. 2009年6月19日発売[13]、ISBN 978-4-253-14802-3
  8. 2009年10月20日発売[14]、ISBN 978-4-253-14803-0
  9. 2010年2月19日発売[15]、ISBN 978-4-253-14804-7
  10. 2010年7月20日発売[16]、ISBN 978-4-253-14805-4
  11. 2011年1月20日発売[17]、ISBN 978-4-253-14806-1
  12. 2011年6月20日発売[18]、ISBN 978-4-253-14840-5
- コンビニコミック 志名坂高次 『裏レート麻雀闘牌録 凍牌』〈秋田トップコミックス ワイド〉 秋田書店
  1. 少年地獄編 2009年1月10日初版発行 ISBN 978-4-253-24591-3
    - 物語序盤 - 桜輪会対関一派との抗争編を収録

  2. 少女地獄編 2010年1月10日初版発行、ISBN 978-4-253-24592-0
    - 上野&優VSケイ（優の麻雀地獄編）、アイ編、アミナの過去編を収録

  3. 竜凰位戦死闘編 上巻 2011年9月10日初版発行、ISBN 978-4-253-24314-8
    - 単行本7巻第67話 - 単行本10巻第90話までを収録

  4. 竜凰位戦死闘編 下巻 2011年9月10日初版発行、ISBN 978-4-253-24315-5
    - 単行本10巻第91話 - 単行本12巻最終話までを収録
- 志名坂高次 『凍牌 〜人柱篇〜』 秋田書店〈ヤングチャンピオンコミックス〉、全16巻
  1. 2011年10月20日発売[19]、ISBN 978-4-253-14943-3
  2. 2012年3月19日発売[20]、ISBN 978-4-253-14944-0
  3. 2012年8月20日発売[21]、ISBN 978-4-253-14945-7
  4. 2013年1月18日発売[22]、ISBN 978-4-253-14946-4
  5. 2013年6月20日発売[23]、ISBN 978-4-253-14947-1
  6. 2013年11月20日発売[24]、ISBN 978-4-253-14948-8
  7. 2014年3月20日発売[25]、ISBN 978-4-253-14949-5
  8. 2014年7月18日発売[26]、ISBN 978-4-253-14950-1
  9. 2014年12月19日発売[27]、ISBN 978-4-253-15216-7
  10. 2015年5月20日発売[28]、ISBN 978-4-253-15217-4
  11. 2015年8月20日発売[29]、ISBN 978-4-253-15218-1
  12. 2016年1月20日発売[30]、ISBN 978-4-253-15219-8
  13. 2016年6月20日発売[31]、ISBN 978-4-253-15220-4
  14. 2016年11月18日発売[32]、ISBN 978-4-253-15221-1
  15. 2017年3月17日発売[33]、ISBN 978-4-253-15222-8
  16. 2017年7月20日発売[34]、ISBN 978-4-253-15223-5
- 志名坂高次 『凍牌 〜ミナゴロシ篇〜』 秋田書店〈ヤングチャンピオンコミックス〉、全10巻
  1. 2018年4月20日発売[35]、ISBN 978-4-253-14131-4
  2. 2018年9月20日発売[36]、ISBN 978-4-253-14132-1
  3. 2019年1月18日発売[37]、ISBN 978-4-253-14133-8
  4. 2019年6月20日発売[38]、ISBN 978-4-253-14134-5
  5. 2019年10月18日発売[39]、ISBN 978-4-253-14135-2
  6. 2020年3月19日発売[40]、ISBN 978-4-253-14136-9
  7. 2020年7月20日発売[41]、ISBN 978-4-253-14137-6
  8. 2020年12月18日発売[42]、ISBN 978-4-253-14138-3
  9. 2021年5月20日発売[43]、ISBN 978-4-253-14139-0
  10. 2021年8月19日発売[44]、ISBN 978-4-253-14140-6
- 志名坂高次 『凍牌 コールドガール』 秋田書店〈ヤングチャンピオンコミックス〉、既刊9巻（2025年3月18日現在）
  1. 2022年3月17日発売[45]、ISBN 978-4-253-30701-7
  2. 2022年7月20日発売[46]、ISBN 978-4-253-30702-4
  3. 2022年11月18日発売[47]、ISBN 978-4-253-30703-1
  4. 2023年4月20日発売[48]、ISBN 978-4-253-30704-8
  5. 2023年9月20日発売[49]、ISBN 978-4-253-30705-5
  6. 2024年1月18日発売[50]、ISBN 978-4-253-30706-2
  7. 2024年6月19日発売[51]、ISBN 978-4-253-30707-9
  8. 2024年10月18日発売[52]、ISBN 978-4-253-30708-6
  9. 2025年3月18日発売[53]、ISBN 978-4-253-30709-3

## 実写版
前田公輝主演。キャッチコピーは「ぼく達は、生きるために闘う。」。2013年5月18日に劇場版として公開されたエピソードは、オリジナルビデオ版の第1シリーズを途中までをまとめた先行公開にあたる。

### スタッフ
- 監督・脚本：小沼雄一
- 製作：香月淑晴
- 企画：小野誠一
- プロデューサー：川上泰弘
- 撮影：小林嘉弘
- 照明：大町昌路
- 録音：山田均
- 音楽：宇波拓
- 衣裳：岡本佳子
- メイク：佐々木愛
- スチール：守谷美峰
- 助監督：山口雄也
- 制作担当：大谷弘
- 闘牌指導：最高位戦日本プロ麻雀協会
- 宣伝協力：コミュニティアド
- 制作：ケイズエンターテイメント
- 製作・配給：エスピーオー

### キャスト
- ケイ：前田公輝
- アミナ：茜音
- 堂嶋：市瀬秀和
- 関ひではる：一條俊
- 桂木優：東亜優
- まっちゃん：深水元基
- 倉橋：吉沢眞人
- 畑山：小手山雅
- 柳：笠原紳司
- 上野真一：永田卓也
- 高津：本宮泰風
- アイ：松本若菜
- イケ：溝呂木賢
- 前川：佐野圭亮
- 大辻：漆崎敬介

### オリジナルビデオ
作品一覧
- 凍牌〜裏レート麻雀闘牌録〜（全巻：2013年7月3日リリース）
  - 凍牌〜裏レート麻雀闘牌録〜Vol.1（規格品番 OPSD-S1051）
  - 凍牌〜裏レート麻雀闘牌録〜Vol.2（規格品番 OPSD-S1052）
  - 凍牌〜裏レート麻雀闘牌録〜Vol.3（規格品番 OPSD-S1053）
  - 凍牌〜裏レート麻雀闘牌録〜Vol.4（規格品番 OPSD-S1054）
  - 凍牌〜裏レート麻雀闘牌録〜Vol.5（規格品番 OPSD-S1055）
  - 凍牌〜裏レート麻雀闘牌録〜Vol.6（規格品番 OPSD-S1056）

- 凍牌〜裏レート麻雀闘牌録〜 全日本竜凰位トーナメント篇（全巻：2013年12月4日リリース）
  - 凍牌〜裏レート麻雀闘牌録〜 全日本竜凰位トーナメント篇Vol.1（規格品番 OPSD-S1063）
  - 凍牌〜裏レート麻雀闘牌録〜 全日本竜凰位トーナメント篇Vol.2（規格品番 OPSD-S1064）
  - 凍牌〜裏レート麻雀闘牌録〜 全日本竜凰位トーナメント篇Vol.3（規格品番 OPSD-S1065）
  - 凍牌〜裏レート麻雀闘牌録〜 全日本竜凰位トーナメント篇Vol.4（規格品番 OPSD-S1066）
  - 凍牌〜裏レート麻雀闘牌録〜 全日本竜凰位トーナメント篇Vol.5（規格品番 OPSD-S1067）
  - 凍牌〜裏レート麻雀闘牌録〜 全日本竜凰位トーナメント篇Vol.6（規格品番 OPSD-S1068）

## テレビアニメ
2024年10月から2025年4月まで毎日放送・TBSテレビ『アニメイズム』B2枠ほかにて放送された。『人柱編』の羽鳥戦までのアニメ化となっている。ナレーションは江川大輔。
放送時の冒頭には「本作品はフィクションで、実在する人物や団体とは全く関係ありません。」「犯罪行為や過激な暴力シーンが含まれていますので、あらかじめご了承ください。」Bパート開始時には「賭け麻雀は犯罪です。本作品は犯罪行為や過激な暴力シーンが含まれています。視聴の際はご注意ください。」というテロップが表示される。配信ではこのテロップは表示されない。

### スタッフ（テレビアニメ）
- 原作 - 志名坂高次[3]
- 監督 - 羽鳥潤[3]
- シリーズ構成 - 國澤真理子[3]
- キャラクターデザイン - 姉崎早也花[3]
- プロップデザイン - 堀江誠一、ジュリアン・ゴメス
- 色彩設計 - 長谷川美穂
- 美術監督 - 桧垣仁希
- 撮影・CG監督 - 丹羽拓也
- 編集 - 新見元希
- 音響監督 - 納谷僚介[54]
- 音響制作 - スタジオマウス[54]
- 音楽 - 白戸佑輔[3]、岸田勇気[3]
- プロデューサー - 山本京佳、宮川瑛光、工藤雅世、松岡晃平
- アニメーションプロデューサー - 会川慎悟
- アニメーション制作 - イーストフィッシュスタジオ[3]
- 製作 - 高津組

### 主題歌
「ギャンブリングホール」
オーイシマサヨシによるオープニングテーマ。作詞・作曲・編曲は大石昌良。
「プラスティック・ショーケース」
太陽と踊れ月夜に唄えによる第1クールエンディングテーマ。作詞・作曲・編曲はやしきん。
「Tumbling Dice」
えなこ×草野華余子による第2クールエンディングテーマ。作詞・作曲は草野華余子、編曲はARM（IOSYS）。

### 各話リスト
| 話数       | サブタイトル | 脚本       | 絵コンテ            | 演出              | 作画監督                                                                                          | 総作画監督 | 初放送日       |
| ---------- | ------------ | ---------- | ------------------- | ----------------- | ------------------------------------------------------------------------------------------------- | ---------- | -------------- |
| 第一話     | 少年         | 國澤真理子 | 羽鳥潤              | 秦義人            | しまだひであき 金海淑 金恵敏 范一航 樋口アン里                                                    | 山田太郎   | 2024年 10月5日 |
| 第二話     | 少女         | 國澤真理子 | 羽鳥潤              | 毛応星            | 慧敏 瑞木晶 龍光 约拿单                                                                           | 明光 慧敏  | 10月12日       |
| 第三話     | 堂嶋         | 國澤真理子 | 飯田崇              | 中川聡            | Lee Jong man 杉本幸子 園田大勢 北條直明 閔賢叔 安孝貞                                             | 山田太郎   | 10月19日       |
| 第四話     | 畑山         | 浅川美也   | 荒谷萌衣 いそわゆり | 粟井重紀          | 南伸一郎 トラン・ホアン ヴー・トアン 魏旭龍 廖雪宇 陳亮 李良鵬                                    | 山田太郎   | 10月26日       |
| 第五話     | 小指         | 三浦浩児   | 飯田崇              | 西村大樹          | 谷澤秦史 武口憲司                                                                                 | 山田太郎   | 11月2日        |
| 第六話     | 選択         | 國澤真理子 | 高橋知明            | 粟井重紀 青山未里 | 森悦史 片岡恵美子 西川健二 岡本恵里香 中島瑛介 樋口アン里 EverGreen 世欣东方文化传媒 寧波麦冬映画 | 霊夢       | 11月9日        |
| 第七話     | 黒幕         | 三浦浩児   | 飯田崇              | 毛応星            | 慧敏 瑞木晶 龍光 约拿单                                                                           | 明光 慧敏  | 11月16日       |
| 第八話     | 決死         | 浅川美也   | 飯野健太郎          | 雄谷将仁          | K-PRODUCTION 世欣东方文化传媒                                                                     | 山田太郎   | 11月23日       |
| 第九話     | 終局         | 國澤真理子 | 大原実              | 中川聡            | Lee Jong man 園田大勢 鵜池一馬 岩崎亮 閔賢叔 安孝貞 樋口アン里 灵梦 王建 金海淑 世欣东方文化传媒  | 山田太郎   | 11月30日       |
| 第十話     | 慧眼         | 三浦浩児   | 荒谷萌衣            | 粟井重紀          | 南伸一郎 トラン・ホアン ヴー・トアン 陳亮 世欣东方文化传媒 寧波麦冬映画 阿部咲夜                  | 霊夢       | 12月7日        |
| 第十一話   | 暗鬼         | 浅川美也   | 飯田崇              | 青山未里          | 樋口アン里 しまだひであき 金惠敏 江影 王建 世欣东方文化传媒                                       | 霊夢       | 12月14日       |
| 第十二話   | 価値         | 三浦浩児   | 高橋知明            | 森下葉子          | 南伸一郎 柏木信弘 片岡恵美子 高橋こう平 新城真 RadPlus Revival 世欣东方文化传媒                   | 山田太郎   | 12月21日       |
| 第十三話   | 大会         | 國澤真理子 | 荒谷萌衣            | 毛応星            | 龍光 孫仁義 慧敏 瑞木晶 世欣东方文化传媒                                                          | 明光       | 2025年 1月11日 |
| 第十四話   | 指先         | 三浦浩児   | 飯田崇              | 粟井重紀          | Lee Jong man 杉本幸子 閔賢叔 安孝貞 K-PRODUCTION 世欣东方文化传媒                                 | 霊夢 江影  | 1月18日        |
| 第十五話   | 女王         | 浅川美也   | 高橋知明            | 雄谷将仁          | 金海淑 金惠敏 江影                                                                                | 江影       | 1月25日        |
| 第十六話   | 秘密         | 渡辺拓海   | 大原実              | 粟井重紀          | 桜井木ノ実 南伸一郎 トラン・ホアン ヴー・トアン 魏旭龍 廖雪宇 陳亮 世欣东方文化传媒               | 霊夢 江影  | 2月1日         |
| 第十七話   | 誤算         | 國澤真理子 | 飯田崇              | 毛応星            | 龍光 慧敏 瑞木晶 孫仁義                                                                           | 明光       | 2月8日         |
| 第十八話   | 背水         | 三浦浩児   | 高橋知明            | 青山未里          | 九日 金海淑 金惠敏                                                                                | 山田太郎   | 2月15日        |
| 第十九話   | 神業         | 國澤真理子 | 飯田崇              | 粟井重紀          | Lee Jong man 杉本幸子 黄仁哲 安孝貞 王建 世欣东方文化传媒                                         | 山田太郎   | 2月22日        |
| 第二十話   | 竜凰         | 浅川美也   | 飯田崇              | 西村大樹          | 金海淑 金惠敏 世欣东方文化传媒                                                                    | 霊夢 江影  | 3月1日         |
| 第二十一話 | 氷の男       | 國澤真理子 | 荒谷萌衣            | 清田健            | 南伸一郎 陳亮 トラン・ホアン ヴー・トアン 金海淑 世欣东方文化传媒                                 | 霊夢 江影  | 3月8日         |
| 第二十二話 | 二つに一つ   | 渡辺拓海   | 飯田崇              | 毛応星            | 龍光 廖家来人 瑞木晶                                                                              | 明光       | 3月15日        |
| 第二十三話 | 絶望の館     | 三浦浩児   | 荒谷萌衣            | 清田健            | 南伸一郎 魏旭龍 廖雪宇 陳亮 世欣东方文化传媒                                                      | 山田太郎   | 3月22日        |
| 第二十四話 | 最後の勝者   | 浅川美也   | 大原実              | 毛応星            | 龍光 瑞木晶 约拿单 阿部咲夜                                                                       | 明光       | 3月29日        |
| 第二十五話 | 人柱         | 國澤真理子 | 飯田崇              | 西村大樹          | 寧波麦冬映画 世欣东方文化传媒                                                                     | 山田太郎   | 4月5日         |

### 放送局
| 放送期間                                              | 放送時間                     | 放送局      | 対象地域   | 備考        |
| ----------------------------------------------------- | ---------------------------- | ----------- | ---------- | ----------- |
| 2024年10月5日 - 2025年4月5日                          | 土曜 2:23 - 2:53（金曜深夜） | 毎日放送    | 近畿広域圏 | 製作参加    |
|                                                       |                              | TBSテレビ   | 関東広域圏 |             |
|                                                       | 土曜 3:00 - 3:30（金曜深夜） | BS-TBS      | 日本全域   | BS/BS4K放送 |
| 2024年10月9日 - 2025年4月9日                          | 水曜 3:00 - 3:30（火曜深夜） | RKB毎日放送 | 福岡県     |             |
| 2024年10月11日 - 2025年4月11日                        | 金曜 1:56 - 2:26（木曜深夜） | 北海道放送  | 北海道     |             |
| 毎日放送・TBSテレビ・BS-TBSでは『アニメイズム』B2枠。 |                              |             |            |             |

| 配信開始日     | 配信時間                   | 配信サイト |
| -------------- | -------------------------- | --- |
| 2024年10月5日  | 土曜 2:53（金曜深夜） 更新 | ABEMA Lemino アニメタイムズ |
| 2024年10月10日 | 木曜 2:53（水曜深夜） 更新 | dアニメストア U-NEXT アニメ放題 |
| 2024年10月12日 | 土曜 2:53（金曜深夜） 更新 | DMM TV FOD Hulu J:COM STREAM MBS動画イズム milplus Pontaパス Amazon Prime Video TELASA WOWOWオンデマンド バンダイチャンネル Rakuten TV ビデオマーケット クランクイン!ビデオ ニコニコチャンネル TVer |
|                | 土曜 21:30 - 22:00         | ニコニコ生放送 |

### BD
| 巻 | 発売日        | 収録話          | 規格品番   |
| -- | ------------- | --------------- | ---------- |
| 1  | 2025年1月22日 | 第1話 - 第6話   | PCXP-51171 |
| 2  | 2025年3月26日 | 第7話 - 第12話  | PCXP-51172 |
| 3  | 2025年5月21日 | 第13話 - 第18話 | PCXP-51173 |
| 4  | 2025年7月23日 | 第19話 - 第25話 | PCXP-51174 |

| 毎日放送・TBSテレビ アニメイズム B2 | 毎日放送・TBSテレビ アニメイズム B2 | 毎日放送・TBSテレビ アニメイズム B2 |
| 前番組                              | 番組名                              | 次番組                              |
| ----------------------------------- | ----------------------------------- | ----------------------------------- |
| この世界は不完全すぎる              | 凍牌〜裏レート麻雀闘牌録〜          | ダンダダン - ※再放送                |